# Sam Jaeger
Samuel Heath Jaeger (Toledo, 29 de janeiro de 1977) é um ator e roteirista estadunidense.

## Carreira
Jaeger começou sua carreira de ator ainda na faculdade, como um pequeno papel convidado na série de TV Law & Order (1990). Ele também atuou em várias peças de teatro em Nova York antes de se mudar para Los Angeles e Hollywood para atuar no cinema. Sua carreira ganhou notoriedade quando ele conseguiu papéis em filmes como Traffic (2000) e Behind Enemy Lines (2001). Depois disso, interpretou o personagem Capitão RG Sisk em Hart's War (2002). Em 2009, Jaeger conseguiu o papel de Joel Graham na série de televisão Parenthood da NBC, que estreou em 2010. Além disso, ele escreveu, dirigiu e estrelou com sua esposa o filme Take Me Home de 2011.